# Bladbean
Bladbean est un hameau dispersées entre Canterbury et Folkestone dans le Kent. Il se situe le long d'une route secondaire est de Stelling Minnis.